# Die Königin von Moulin Rouge
Pour plus de détails, voir Fiche technique et Distribution.
Die Königin von Moulin Rouge est un film autrichien réalisé par Robert Wiene, sorti en 1926. Il s'agit d'une adaptation de La Duchesse des Folies-Bergères de Georges Feydeau.

## Synopsis
Un jeune prince qui étudie à Paris, hérite du trône lorsque son père abdique. Mais une clause de la constitution stipule que le nouveau roi doit être assermenté avant midi le lendemain, sinon il perdra la couronne Le nouveau Roi étant déjà sorti faire la fête, ses responsables entreprennent de fouiller toutes les boîtes de nuit pour le retrouver tandis qu'un groupe rival de conspirateurs fait tout pour tenter de l'empêcher d'être informé...

## Fiche technique
- Titre : Die Königin von Moulin Rouge
- Réalisation : Robert Wiene
- Scénario : D'après La Duchesse des Folies-Bergères de Georges Feydeau
- Photographie : Hans Androschin et Ludwig Schaschek
- Pays d'origine : Autriche
- Format : Noir et blanc - 1,33:1 - Film muet
- Genre : comédie
- Date de sortie : 1926

## Distribution
- Mady Christians : Die Herzogin
- André Roanne : Sergius
- Livio Pavanelli : Arnold
- Ly Josyanne : Gräfin Slowikin
- Karl Forest : Schuldirektor
- Karl Günther : Graf Slowikin
- Fritz Ley : Chopinet
- Paul Ollivier : Herzog von Pitschenieff
- Paul Biensfeldt